# Looney Tunes
Looney Tunes (Tokiga toner) är en serie av cirka 500 amerikanska animerade kortfilmer som visades på biograferna under åren 1930 till 1969, samt enstaka filmer efter detta. Namnet har även kommit att användas som en övergripande term för de figurer som medverkade i dessa filmer, däribland Snurre Sprätt och Daffy Anka.
Parallellt med Looney Tunes-serien producerades även Merrie Melodies, som ursprungligen var avsedd att sakna återkommande persongalleri - med tiden kom dock de båda filmserierna att bli i praktiken identiska, och Looney Tunes-figurerna kom att bli lika vanliga i bägge serierna.

## Figurgalleri
Till skillnad från exempelvis Disney kom Warner aldrig att dela upp sina kortfilmer i filmserier baserade på huvudfigurer - istället lät man samtliga filmer gå under rubriken Looney Tunes eller Merrie Melodies. Bland de oftast förekommande figurerna återfinns:
- Pelle Pigg (Porky Pig, skapad 1935)
- Daffy Anka (Daffy Duck, skapad 1937)
- Snurre Sprätt (Bugs Bunny, skapad 1940)
- Helmer Mudd (Elmer Fudd, skapad 1940)
- Sylvester och Pip (Sylvester and Tweety, skapade 1945 respektive 1942)
- Pepe Le Skunk (Pepé Le Pew, skapad 1945)
- Råbarkar-Sam (Yosemite Sam, skapad 1945)
- Ture Tupp (Foghorn Leghorn, skapad 1946)
- Gråben och Hjulben (Wile E. Coyote and Road Runner, skapade 1948)
- Mars-Marvin (Marvin the Martian, skapad 1948)
- Mormor (Granny, skapad 1950)
- Speedy Gonzales (skapad 1953)
- Ralph Wolf och Sam Fårhund (Ralph Wolf and Sam Sheepdog, skapade 1953)
- Taz (skapad 1954)

## Animationsstudior
Serien producerades av filmbolaget Warner Bros. och för animationerna svarade tre animationsstudior; bolagets egen studio Warner Bros. Cartoons (ursprungligen under namnet Leon Schlesinger Productions) var ansvariga under större delen av seriens levnad, fram till 1963, varefter DePatie-Freleng Enterprises tog över fram till och med 1967. Därefter svarade Format Films för tre filmer innan Warner Bros. Cartoons återuppstod för några år och producerade resterande filmer fram till 1969 då serien officiellt lades ned.
Sedan 1970-talet har ett antal långfilmer, tv-filmer och enstaka nya kortfilmer producerats, då av Warner Bros' återupplivade animationsstudio, nu kallad Warner Bros. Animation. Än idag görs det nya kortfilmer, tv-serier och filmer med Looney Tunes.

## Historik
Kring 1929 hade marknaden för animerade kortfilmer expanderat kraftigt, och flertalet av de stora amerikanska filmbolagen började producera filmer. Vissa startade upp egna animationsstudior, medan andra nöjde sig med att distribuera fristående studiors filmserier. Warner Bros. valde den sistnämnda lösningen och knöt till sig Leon Schlesinger nystartade studio, som bestod av animatörerna Hugh Harman och Rudolf Ising - ett radarpar som redan betraktades som veteraner bl.a. från sin tid hos Walt Disney. 1944 sålde dock Schlesinger studion till Warner, och namnet ersattes med Warner Bros. Cartoons.

### Etableringen
Under de första åren var stjärnan i Looney Tunes-filmerna en figur vid namn Bosko, en afroamerikansk pojke, och som bifigurer syntes flickvännen Honey, hunden Bruno och katten Wilbur. Redan 1933 lämnade dock Harman & Ising Schlesinger, och tog med sig Bosko. Som Looney Tunes-figurer brukar också räknas Musse Pigg-kopian Piggy och hans flickvän Fluffy, räven Foxy och hans flickvän Roxy samt den Långben-liknande hunden Goopy Geer, samtliga skapade av Harman och Ising, och samtliga bortglömda efter att Harman & Ising lämnade Schlesinger. Undantaget Goopy förekom dessa figurer dock enbart i Merrie Melodies-filmerna.
Ny huvudanimatör för Looney Tunes-serien blev Earl Duvall, som även han hade ett förflutet hos Disney. Duvall skapade figuren Buddy, som i allt väsentligt var samma figur som Bosko, med den skillnaden att Buddy var ljushyad. Rollen som hjältinna i filmserien ersattes av en figur vid namn Cookie och den nya hunden fick namnet Towser. Buddy spelade huvudrollen i totalt 23 filmer, fram till 1935. Duvall blev inte kvar länge hos Schlesinger, och med honom försvann också intresset för Buddy.
Den som blev ansvarig för att finna en ersättare till Buddy blev Isadore "Friz" Freleng, ytterligare en före detta Disney-medarbetare, som - efter Schlesingers önskan - skapade Beans som först dök upp i en Merrie Melodies-film, men snart kom att flyttas över till Looney Tunes-serier. Redan från början rörde sig Beans i en miljö med flera figurer: kattflickan Little Kitty, den malliga ugglan Oliver, de sjungande valparna Ham & Ex, samt den stammande grisen Pelle Pigg. Det visade sig dock ganska snart att Beans inte blev den succé man hoppats på, och han försvann redan efter ett tiotal filmer.

### Stjärnorna föds
Men 1936 gick animatören Tex Avery över till Schlesinger från konkurrenten Walter Lantz, och i Averys händer visade sig Pelle Pigg bli Schlesinger-studions första verkliga stjärna. Pelle är också den idag äldsta ännu återkommande figuren i Looney Tunes-galleriet, och försågs ganska snart med en flickvän - Petunia Pigg, skapad av Frank Tashlin 1937. Samma år skapade Avery dessutom Daffy Anka tillsammans med Bob Clampett, som snabbt etablerade sig som en publikfavorit.
Andra återkommande Looney Tunes-figurer under 1930-talet inkluderar Pelles vän, geten Gabby (skapad av Ub Iwerks, 1937), jägaren Egghead (Avery, 1938, som dock enbart dök upp i Merrie Melodies) samt Happy Rabbit (Ben Hardaway, 1938). Samtliga dessa tre försvann dock ganska tidigt, men Egghead och Happy Rabbit ses idag som prototyper till två av de mest kända Looney Tunes-figurerna: Helmer Mudd respektive Snurre Sprätt. 1940 etablerades både Helmer som Snurre i sin kända form - Helmer i en film av Chuck Jones och Snurre av Tex Avery. Med Pelle, Daffy, Snurre och Helmer skapade var nu grunden för filmserien lagd.

### Toppåren
Under 1930-talet hade Looney Tunes-filmerna utvecklats från att vara tydligt Disney-inspirerade filmer till att våga ta ut svängarna mer, och därmed kom de också att tilltala en vuxen publik på ett sätt som Disney inte förmådde. 1943 övergick man till att producera filmerna i färg och under 1940- och 1950-talet utökades persongalleriet ytterligare med figurer som Sylvester och Pip, Pepe Le Skunk, Råbarkar-Sam, Ture Tupp, Gråben och Hjulben, Mars-Marvin, Speedy Gonzales och den tazmanske djävulen Taz.
I och med tv:s genomslag på 1950-talet, minskade intresset för animerade kortfilmer på bio och 1963 beslöt Warner Bros. att lägga ned sin animationsstudio. Looney Tunes-serien (liksom Merrie Melodies) fortsatte dock ytterligare några år, då de före detta Warner-animatörerna David H. DePatie och Friz Freleng fick rätten att fortsätta serien på licens, genom deras nystartade studio DePatie-Freleng Enterprises. 1969 släpptes dock de sista filmerna i de båda serierna.

### TV-åldern
I och med animationsproduktionens anpassning till tv-mediet dök Looney Tunes-figurerna upp även i tv-specialare liksom i några nya kortfilmer, producerade för såväl tv, VHS/DVD och biovisning.
Under 1960-, 1970- och 1980-talet producerades ett flertal tv-serier med Looney Tunes-figurerna, men dessa serier består i stort sett enbart av material från kortfilmerna. Sedan 1990-talet produceras dock nya serier med Snurre Sprätt, Daffy Anka och de andra figurerna: Tiny Toon Adventures (1990-1993), Taz-Mania (1991-1993), Sylvester och Pips mysterier (1995-2000), Baby Looney Tunes (2001-2003), Duck Dodgers (2003-2005), Loonatics Unleashed (2005-2007), The Looney Tunes Show (2011-2014), Wabbit/New Looney Tunes (2015-2019) och Looney Tunes Cartoons (2020-idag).
Under åren 1979 till 1988 gick ett flertal långfilmer upp på amerikanska biografer, men dessa bestod i allt väsentligt av äldre kortfilmer, ihopredigerade med några minuters nyanimerade scener. Redan på 1940-talet hade persongalleriet gjort cameoroller i en handfull spelfilmer, och detta kom att upprepas på 1980- och 1990-talen - bland annat i Vem satte dit Roger Rabbit.
1996 kom den första regelrätta biolångfilmen; Space Jam med Michael Jordan och Snurre Sprätt i huvudrollerna, och den följdes 2003 av Looney Tunes: Back in Action och Space Jam: A New Legacy från 2021. Under 2000-talet har även ett par DVD-filmer producerats.

## Datorspel
Det har även kommit flera datorspel med figurerna, bland annat Taz-Mania, Road Runner's Death Valley Rally, Bugs Bunny Rabbit Rampage, Daffy Duck: The Marvin Missions, Sylvester and Tweety in Cagey Capers, Desert Speedtrap, Desert Demolition, Acme Animation Factory, Speedy Gonzales: Los Gatos Bandidos, Looney Tunes: Space Race och Taz: Wanted.